# Ambulancebehandler
Ambulancebehandler er en særlig dansk titel for en person, som har taget en overbygning på uddannelsen som ambulanceassistent, og som senere eventuelt kan uddanne sig til paramediciner. Alle ambulancer i Danmark skal være bemandet med mindst én ambulancebehandler.

## Uddannelse
Man skal have fungeret som assistent i mindst 18 måneder for at starte på behandlerkurset. Uddannelsen forløber over ca. 5 uger:
- 3 ugers teori med yderligere undervisning i anatomi og fysiologi, hygiejne, symptomlære, sygdomslære, herunder smitsomme sygdomme, observationsteknik, farmakologi og håndtering af medicin, patienthåndtering, transmission af Elektrokardiogram (12-aflednings-EKG) til sygehus, overvågning og defibrillering, samt informationsteknologi i telemedicin. Kurset indeholder endvidere PHTLS certificering, der er en international (amerikansk) standard for behandling af svært tilskadekomne.
- 1 uges hospitalspraktik på skadestue, fødegang og anæstesiologisk afdeling.
- 1 uges ambulancepraktik.

Efter 36 måneders virke som behandler kan man videreuddanne sig til paramediciner.

## Kompetencer
Ambulancebehandleren skal ifølge Bekendtgørelse om planlægning af sundhedsberedskabet og det præhospitale beredskab samt uddannelse af ambulancepersonale m.v. være i stand til:
- Basal bedømmelse af patientens tilstand.
- Skånsom optagning af tilskadekomne med særligt udstyr.
- Etablering og opretholdelse af frie luftveje.
- Genoplivning ved kunstig opretholdelse af vejrtrækning med tilskud af ilt samt udvendig hjertemassage.
- EKG-overvågning og genoplivning ved brug af defibrillator.
- Blødningsstandsning og antishockbehandling.
- Brudbehandling således at hele kroppen, eller dele af kroppen, herunder halshvirvelsøjlen kan understøttes.
- Akut behandling af afrevne legemsdele.
- Akut behandling af brandsårsskader, ætsningsskader, kuldeskader mv.
- Fødselshjælp og pleje af nyfødte.
- Medicinsk smertelindring, f.eks. ved inhalation af ilt og lattergas.
- Lindring af hjertekrampesmerter, f.eks. med nitroglycerin administreret i mundhulen.
- Afbødning af astmaanfald ved inhalation af bronkieudvidende stoffer.
- Afbødning af kramper ved administration af krampestillende medicin (benzodiazepin) i endetarmen.
- Indledende behandling ved tegn på blodprop i hjertet med acetylsalicylsyre.
- Afbødning af insulinchok med glukagon som intramuskulær injektion.
- Afbødning af allergiske reaktioner med adrenalin som intramuskulær injektion.
- Afbødning af følger efter indtagelse af overdosis af morfinlignende stoffer med naloxon (Narcanti) som intramuskulær injektion.
- Anlæggelse og gennemskylning af intravenøs adgang.
- Opstart af intravenøs væskebehandling af svært tilskadekomne samt patienter med alvorlig kredsløbssvigt som følge af hypovolæmi (større blodtab).

I fx Region Nordjylland har nogle ambulancebehandlere fået en tillægsuddannelse, så de kan kalde sig 'Akutreddere' og bemande Akutbiler som fx er placeret i Skagen og Hals.

## Ansvar og pligter
De ovennævnte behandlinger må kun gives på lægelig delegation/ordination.
Ambulancetjenester i Danmark skal have en ansvarlig læge (korpslæge) tilknyttet, da det kun er læger, der kan ordinere medicin i Danmark. Korpslægen udstikker retningslinjer, indikationer og kontraindikationer, for hvordan og hvornår der må behandles på ambulancen.
Ambulancebehandlere er underlagt patientklagenævnet, og der kan derigennem klages over evt. behandling, man har modtaget.